# Millstätter Hütte
Die Millstätter Hütte ist eine Alpenvereinshütte der Sektion Millstatt des Österreichischen Alpenvereins. Sie steht am Millstätter Törl etwa 4 km nordöstlich von Laubendorf in einer Höhe von 1876 m ü. A.

## Geschichte
Die Hütte wurde 1907/1908 durch Fremdenverkehrs Förderungsverein Millstatt erbaut und am 28. Juni 1908 eingeweiht. 1908 erfolgte die Gründung der Gruppe Millstatt des Österreichischen Gebirgsvereins, die die Hüttenbetreuung übernahm und die Hütte 1909 erweiterte. 1931 wurde die Hütte durch die Sektion Millstatt des Österreichischen Gebirgsvereins angekauft. 1970 kaufte die Sektion Spittal an der Drau des ÖAV die Hütte und schenkte sie 1973 an die neugegründete Sektion Millstatt des Österreichischen Alpenvereins. 1985/1986 wurde die Hütte generalsaniert. Seit 2008 trägt sie das Umweltgütesiegel für Alpenvereinshütten.

## Zustieg
- Schwaigerhütte 1625 m ü. A., Gehzeit: 00:45
- Sommeregger Hütte 1698 m ü. A., Gehzeit: 01:30

## Touren
- Hochpalfennock 2099 m ü. A., Gehzeit: 00:45
- Kamplnock 2101 m ü. A., Gehzeit: 00:45
- Tschierwegernock 2010 m ü. A., Gehzeit: 01:00
- H2O-Weg